# مزهرية

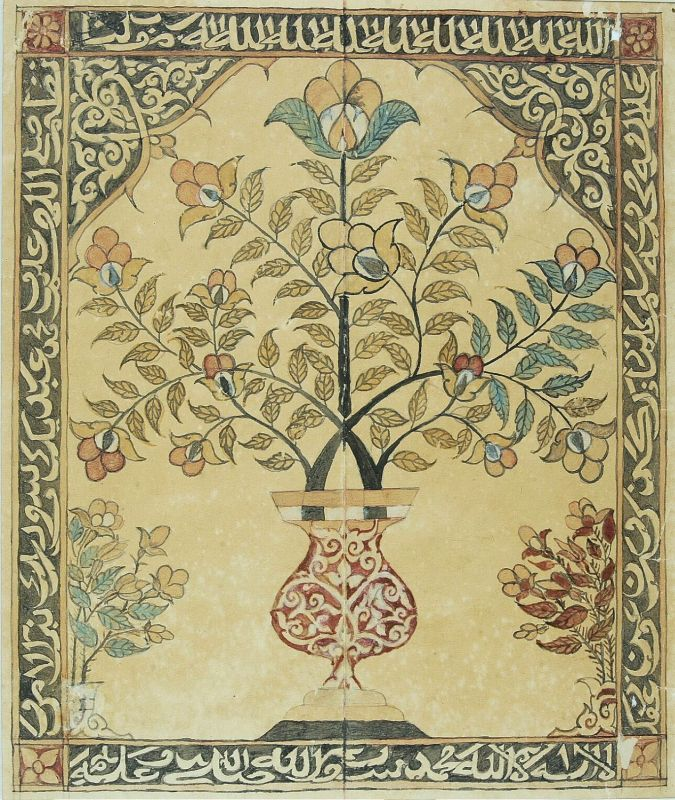
زهرية تظهر في مخطوطة إسلامية كتبت سنة 1917م في أتشيه باللغة الجاوية.

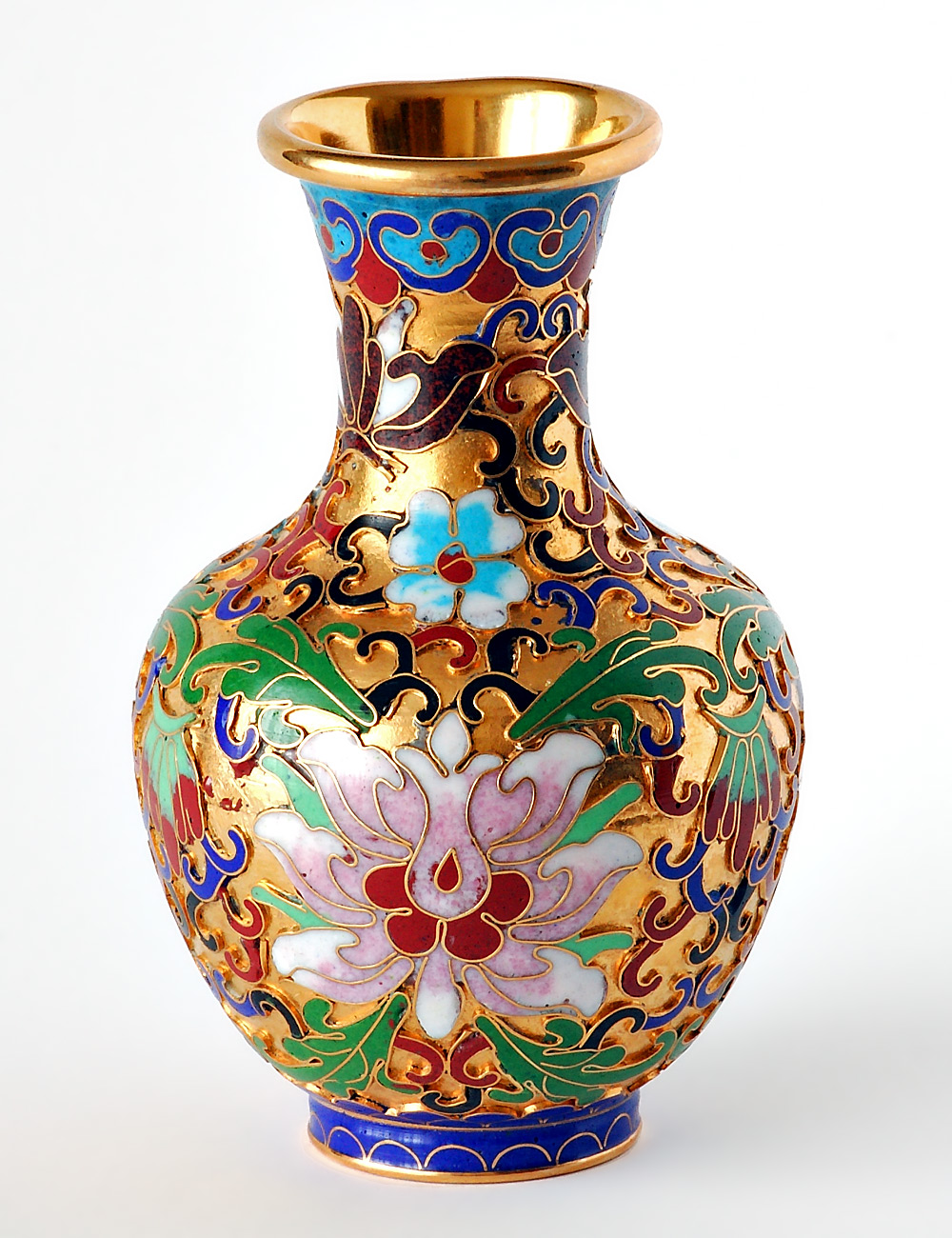
زهرية صينية.

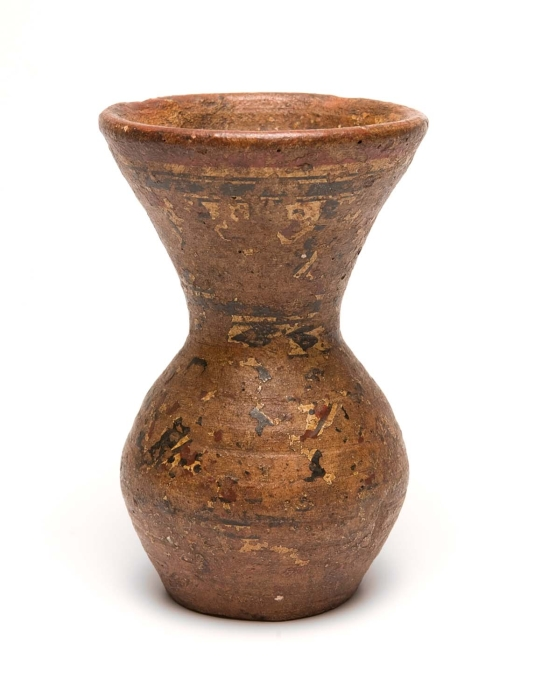
زهرية مغربية.

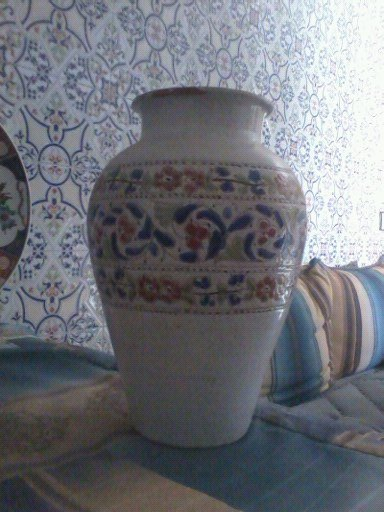
زهرية من صناعة تقليدية مغربية لمدينة آسفي.

الزَهْرِيَّة (الجمع: زَهْرِيَّات) ويقال لها أيضًا المَزْهَرِيَّة (الجمع: مَزْهَرِيَّات) هي إناء أو وعاء مفتوح يستخدم عادة لتوضع فيه الزهور أو الورود بغرض الزينة. تصنع الزهريات في الغالب إما من الزجاج أو الخزف أو المعدن، وتزين بالنقوشات والرسوم. ومعنى زهرية: أسم مؤنث منسوب إلى الزهر، والزهرية وعاء أو إناء من الخزف يستخدم للزينة، ويوضع فيه الورد.

## هوامش